# Tina Hüllen
Tina Hüllen (* 20. Oktober 1980) ist eine ehemalige deutsche Fußballspielerin.

## Karriere
Die 163 cm große Hüllen gehörte dem Hamburger SV in der Saison 2001/02 als Stürmerin an. Sie bestritt 13 Punktspiele in der Bundesliga, in denen sie zwei Tore erzielte. Sie krönte ihr Debüt am 25. November 2001 (10. Spieltag) bei der 1:2-Niederlage im Heimspiel gegen den 1. FC Saarbrücken sogleich mit ihrem ersten Tor, dem Treffer zum Endstand in der 67. Minute. Ihr einziges Finale bestritt sie am 11. Mai 2002 im Olympiastadion Berlin gegen den 1. FFC Frankfurt; die vor 20.000 Zuschauern ausgetragene Begegnung um den Vereinspokal, in der sie 90 Minuten lang mitwirkte, wurde mit 0:5 verloren.
In der Saison 2003/04 bestritt sie für den VfL Wolfsburg zehn Bundesligaspiele, in denen sie an den ersten beiden Spieltagen mit jeweils einem Tor, zwei ihrer insgesamt drei Saisontore erzielte.
In der Saison 2004/05, ihrer letzten, spielte sie für den Mellendorfer TV in der Verbandsliga Niedersachsen und trug zur Niedersächsischen Meisterschaft und zum Aufstieg der Mannschaft in die Regionalliga Nord bei; sie hingegen beendete ihre Spielerkarriere.

## Erfolge
- Niedersächsischer Meister 2005
- Meister Regionalliga Nord 2003
- DFB-Pokal-Finalist 2002